# Bitwa o Anglię (obraz)
Bitwa o Anglię (ang. Battle of Britain) – obraz olejny namalowany przez brytyjskiego artystę Paula Nasha w 1941 roku, znajdujący się w zbiorach Imperial War Museum w Londynie.

## Opis
Paul Nash był jednym z najbardziej znanych brytyjskich artystów w czasie II wojny światowej. Jako były oficjalny artysta wojenny był logicznym wyborem, aby ponownie pełnić tę rolę, zwłaszcza jako patriota, który wierzył w wykorzystanie dzieł sztuki do celów propagandowych. Nash, zaciekły krytyk sposobu, w jaki prowadzono walki na froncie zachodnim I wojny światowej, był niezłomny w swojej odrazie do nazistowskich Niemiec i ich kultury; batalistyczny obraz Bitwa o Anglię ukazuje ten aspekt perspektywy artysty. 
Dzieło Nasha przedstawia uosobienie zwycięskiej walki RAF Fighter Command przeciwko Luftwaffe w bitwie o Anglię w roku 1940. Brytyjskie myśliwce przemierzają kanał La Manche, aby rozbić nacierające formacje Luftwaffe na letnim niebie wypełnionym śladami smug kondensacyjnych, spadochronami, balonami zaporowymi i chmurami. Scena zawiera pewne elementy stałe podczas bitwy – rzeka wijąca się od miasta aż do morza, widoczne w oddali brzegi kontynentu, powyżej wznoszący się cumulus o zachodzie słońca. Na niebie widoczne są ślady samolotów, smugi czarnego dymu bezwładnych lub uszkodzonych maszyn; naprzeciw zbliżającemu się zmierzchowi zagrażają nowe formacje Luftwaffe.
Obraz jest raczej wyobrażeniowym podsumowaniem wydarzenia niż dosłownym, przedkładając symbolikę i alegorię nad rzetelność faktów. Balony zaporowe i samoloty widziane z góry nie są proporcjonalne do ledwie widocznych miast poniżej. Geograficznie obraz sugeruje ujście Tamizy, z kanałem La Manche i Francją w oddali, ale znowu nacisk kładziony jest na wyobraźnię. Obraz majestatycznie odsłania możliwości sztuki zaangażowanej w historię, ale nie jest tylko wyobrażeniem współczesnej wojny z jej przemocą i zniszczeniem a nawet ikonicznego zwycięstwa, lecz także przypomnieniem wartości sztuki i klęski nazizmu. 
Richard Seddon, uczeń Nasha, oglądał tę pracę w atelier artysty w Oksfordzie. Poradził Nashowi, aby umieścił więcej czarnych smug dymu i namalował je na płótnie. Kiedy obraz był wystawiany w Londynie, czarny ślad Seddona był nadal widoczny na płótnie. Margaret Nash podarowała Seddonowi XIX-wieczną litografię burzy w Paryżu, którą Nash zaadaptował, tworząc kompozycję Bitwy o Anglię. Obraz został wystawiony w londyńskiej National Gallery w styczniu 1942 roku. 